# Louise McKinney
Louise McKinney née Crummy (22 septembre 1868 - 10 juillet 1931) est une femme politique au niveau provincial et une militante féministe de l'Alberta, au Canada. Elle est la première femme à siéger à l'Assemblée législative de l'Alberta, la première femme élue à une législature au Canada ainsi que dans tout l'Empire britannique. Elle a servi à ce poste de 1917 à 1921 avec le caucus de la Non-Partisan League, le parti de l'opposition. Avant de déménager en Alberta en 1903 pour y être femme au foyer, elle était enseignante.

## Biographie

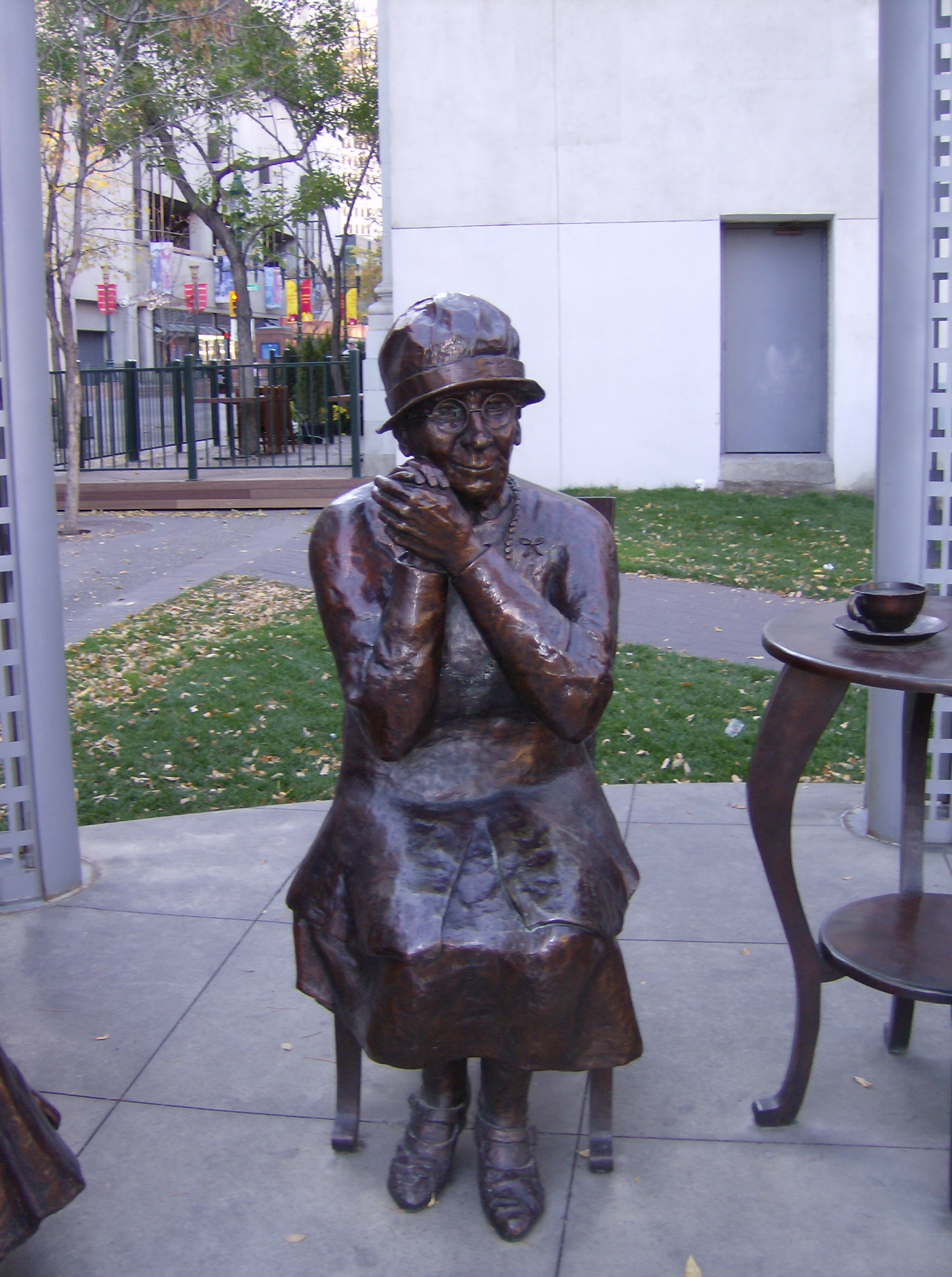
Louise McKinney, sculpture de Barbara Paterson à Calgary.

## Biographie[2]

### Enfance et formation
Louise Crummy naît dans l'Ontario à Frankville, dans une famille méthodiste de dix enfants. Elle est formée au sein de l'Ecole normale d'Ottawa pendant sept ans pour devenir institutrice, ne pouvant pas devenir médecin.
Elle déménage ensuite au Dakota du Nord où elle enseigne et suit des conférences sur la tempérance où elle rencontre James McKinney, avec qui elle se marie. 

### Woman's Christian Temperance Union
Elle intègre le WCTU peu après son arrivée dans le Dakota du Sud. 
Avec son mari, ils déménagent dans les Territoires du Nord-Ouest à Claresholm, où elle fonde une antenne de la WCTU, tout d'abord à Claresholm puis 40 autres au sein de l'Alberta et de la Saskatchewan, avant de devenir présidente de la WCTU de l'Alberta, puis vice-présidente de la WCTU du Dominion en 1908 jusqu'en 1930. Enfin, elle est aussi surintendante de la division Department of Scientific Temperance Instruction où elle forme les instituteurs à la tempérance et aux dangers des drogues.
Ces postes lui permettent de devenir une oratrice publique et populaire. Elle réussit à faire interdire l'alcool en 1916 en Alberta. 
En 1931, elle est élue présidente de la WCTU du Dominion.

### Défense des droits des femmes
Dans la vie publique, McKinney défend la tempérance et le droit de vote des femmes en tant qu'oratrice et membre du WCTU. Elle déclare : "La protection des foyers passe par le droit de vote des femmes." 
Après son acquisition en 1916, elle se présente aux élections législatives de 1917 pour le parti de la Non-Partisan League en Alberta, étant le seul parti à ne pas soutenir l'alcool. Dans sa campagne, elle défend fortement la prohibition et est élue, devenant ainsi la première femme élue lors d'élections législatives au Canada et dans l'ensemble de l'Empire Britannique. 
Durant son mandat, Louise McKinney défend les droits des femmes, des immigrants, des veuves et contribue à l'adoption de la Dower Act. 
En 1921, elle se représente, cette fois avec le parti Fermiers Unis de l'Alberta où elle perd. 
McKinney devient vice-présidente de l'Imperial Order Daughters of the Empire.
En 1931, elle devient vice-présidente de la World's Women's Christian Temperance Union qu'elle anime à Toronto.

### Religion
Louis McKinney est très croyante. Elle fonde la première église de Claresholm avec son mari. 
Au sein de l’Église, elle défend les droits des femmes : elle tente de faire accepter le fait que des femmes puissent atteindre le poste de ministre de l’Église méthodiste et de l’Église unie du Canada, mais ses revendications sont refusées. 
Elle fait partie des 4 femmes qui signent en 1925 pour une union religieuse entre les églises méthodistes, presbytérienne et congrégationaliste, formant ainsi l’Église unie du Canada.

### Les Célèbres cinq
Avec Irene Parlby, Henrietta Muir Edwards, Emily Murphy et Nellie McClung, McKinney fait partie des Célèbres cinq pour faire entrer les femmes dans le mot "personne" de la Constitution, ce qu'elles obtiennent en 1929.
À la suite de cela, elle est critiquée à cause de son racisme, son élitisme et son soutien à l'eugénisme en Alberta qu'elle a aidé en défendant des lois contre l'immigration. 

### Fin de vie
Louise tombe malade en 1931 et décède le 10 juillet 1931.
Elle reçoit de manière post-mortem en 2009 le statut de "sénatrice honoraire" par le Sénat canadien. 